# Teleioliodes ghanensis
Teleioliodes ghanensis är en kvalsterart som beskrevs av Wallwork 1963. Teleioliodes ghanensis ingår i släktet Teleioliodes och familjen Neoliodidae. Inga underarter finns listade i Catalogue of Life.